# Bowles
Bowles je priimek več znanih oseb:
- Jane Bowles (1917—1973), ameriška pisateljica
- Stan Bowles (*1948), angleški nogometaš in novinar
- Paul Bowles (1910—1999), ameriški skladatelj in pisatelj
- William Lisle Bowles (1762—1850), angleški pesnik in literarni kritik